# Peziza epixyla
Peziza epixyla är en svampart som beskrevs av Richon 1889. Peziza epixyla ingår i släktet Peziza och familjen Pezizaceae.   Inga underarter finns listade i Catalogue of Life.